# Salpinia diluta
Salpinia diluta är en skalbaggsart som beskrevs av Francis Polkinghorne Pascoe 1869. Salpinia diluta ingår i släktet Salpinia och familjen långhorningar.
Artens utbredningsområde är Filippinerna. Inga underarter finns listade i Catalogue of Life.